# Баб ед-Дра
Баб ед-Дра (bāb al-dhrā) је локалитет из раног бронзаног доба на ком се налази некадашњи град. Локалитет се налази недалеко од Мртвог мора, на јужној обали Вади Карака. Артефакти из Баб ед-Дра су изложени у неколико значајних музеја, укључујући Карак археолошки музеј у Јордану, Келсо музеј библијских земаља у Питсбургу и Британски музеј у Лондону.

## Могући узроци пада
Неки блиблијски научници тврде да се на локалитету налазила "Содома". Археолози се не слажу са овом тврдњом. За разлику од суседних рушевина Нумерие, Баб ед-Дра није уништен пожаром. Нумериа и Баб ед-Дра су уништени у различитим временима, око 250 година је прошло између њихових падова. Археолошки подаци сведоче о томе да су локалитет напустили његови становници, али и да је био изложен ватри. Други разлог зашто се наводи да ово није библијски Содом је што је насеље сувише мало (10 хектара), не налази се у географском подручју Содома (Прва мојсијева 13:10-12); и не спада у одговарајући временски период. Баб ед-Дра је уништена 2.350. године пре нове ере (рано бронзано доба), док већина библијских научника сматра да су патријарси живели у средњем бронзаном добу  (2.166 - 1.550 пре нове ере). Присталице теорије да је Баб ед-Дра заправо Содом тврде да датуми везани за уништење града нису баш поуздани. Изнели су бројне теорије зашто је локалитет напуштен. Раст је изнео да је узрок био земљотрес или спољашњи напад. Археолози који су копали локалитет нису пронашли никакве доказе за ово, нити да се десила било каква катастрофа.

## Астероид
Нова истраживања су пронашла доказе да је можда мали астероид пао у долину код локалитета 3.123. године пре нове ере. Опис догађаја је забележен на асирској глиненој плочи за коју се сматра да је копија ноћног дневника сумерског астронома.
Неки су изнели да је експлозија овог астероида одговорна за пад Баб ед-Дра и Нумерие, али ови градови нису ни били подигнути када је ударио астероид. Из овог периода су пронађене само гробнице у Баб ед-Драу у којима су се сахрањивали локални номади. На локалитету се налазило само мало село, док је утврђен град подигнут тек 600 година након пада астероида. Баб ед-Дра је био на свом врхунцу тек током ране бронзе, што је око 2.500 година пре нове ере. Утврђен град Нумерие је из периода од око 2.700 до 2.200 године пре нове ере. Због овага није могуће да је градове уништио астероид 3.123. п. н. е.